# Myrmekiaphila tigris
Espèce
Myrmekiaphila tigris est une espèce d'araignées mygalomorphes de la famille des Euctenizidae.

## Distribution
Cette espèce est endémique des États-Unis. Elle se rencontre en Alabama et en Géorgie.

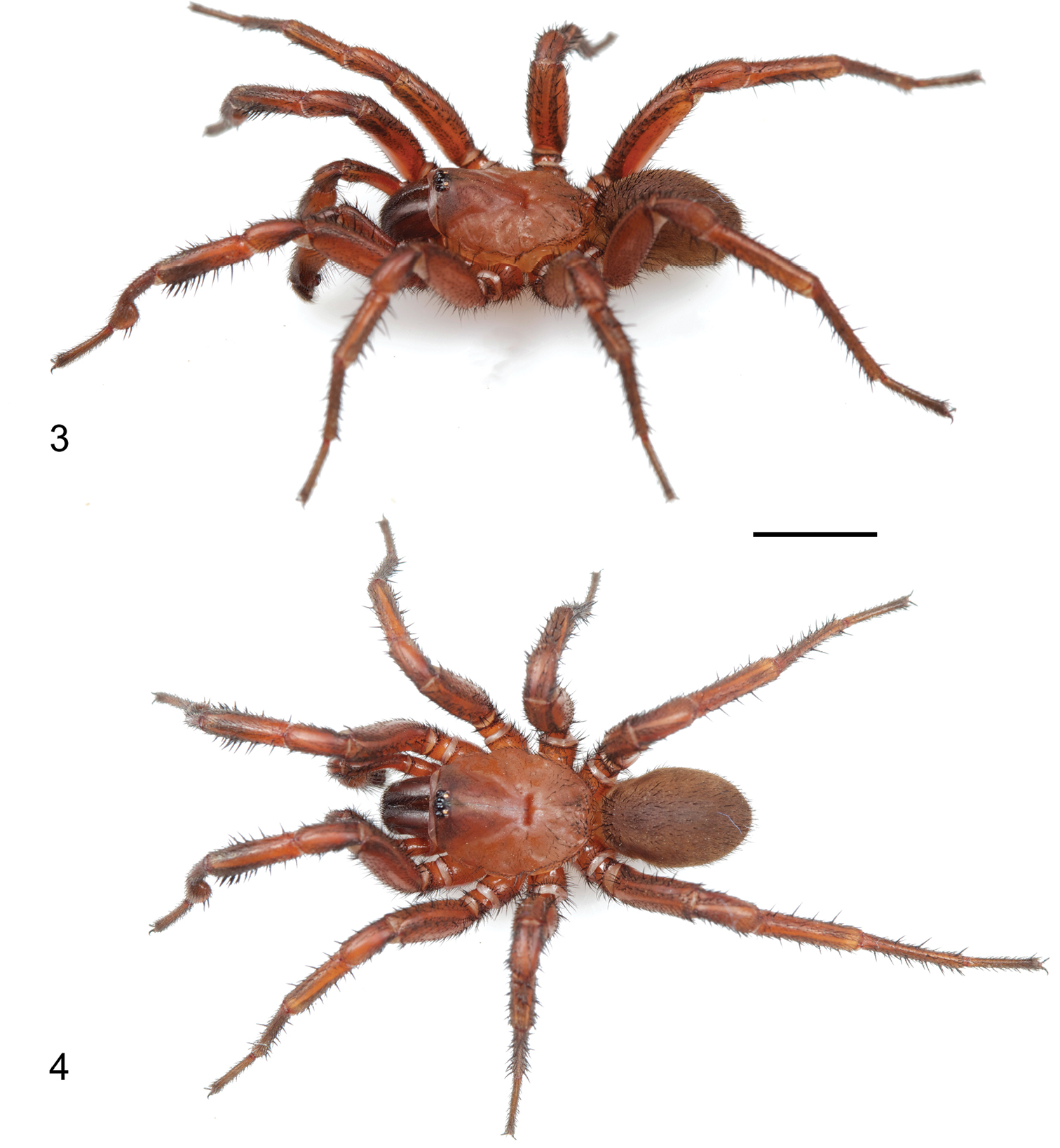
Myrmekiaphila tigris ♂

## Publication originale
- Bond, Hamilton, Garrison & Ray, 2012 : Phylogenetic reconsideration of Myrmekiaphila systematics with a description of the trapdoor spider species Myrmekiaphila tigris (Araneae, Mygalomorphae, Cyrtaucheniidae, Euctenizinae) from Auburn, Alabama. ZooKeys, no 190, p. 94-109 (texte intégral).